# Ария Калпурния
Вижте пояснителната страница за други личности с името Калпурния.
Ария Калпурния (на латински: Arria Calpurnia) e римлянка от 1 век. Произлиза от фамилията Арии – Калпурнии.
Омъжва се за Луций Ноний Калпурний Аспренат (Торкват?), суфектконсул между 70 и 74/78 г. Той е внук на Луций Ноний Аспренат (суфектконсул 6 г.) и Калпурния (* 25 пр.н.е.), дъщеря на Луций Калпурний Пизон Понтифекс (консул 15 пр.н.е.), който е брат на Калпурния Пизония, третата жена на Юлий Цезар. Двамата имат син Луций Ноний Калпурний Торкват Аспренат (консул през 94 г. и 128 г.), който е баща на Торквата, която се омъжва за Луций Помпоний Бас (суфектконсул 118 г.).